# СК Напредък (Русе)
„Напредък (Русе)“ е несъществуващ български футболен отбор от Русе. Финалист за Националната купа на България по футбол през 1941 г.

## История
Спортен клуб Напредък (Русе) е основан на 14 септември 1919 г. и е водеща спортна организация в града в годините до Втората световна война. В началото на септември 1926 г. спортните клубове „Напредък“ и „Кубрат“ се обединяват под името „Ботев“. На 13 март 1927 г. „Ботев“ се обединява с „Бенковски 25“ под името „Ботев 27“. На 1 септември 1930 г. „Ботев 27“ променя името си на „Напредък“. На 7 декември 1944 г. спортните клубове „Напредък“ и „Добруджа“ се обединяват в Народно физкултурно дружество „Христо Ботев“, което бележи края на самостоятелното съществуване и на двата клуба.
„Напредък“ е едно от най-богатите дружества в Русе, като си позволява лукса да закупува треньори от чужбина. Основател на отбора е аптекарят Георги Манев, а председател богатият русенски търговец Стефан Недков.
„Напредък“ е единствения тим в Русе през 30-те години на XX век притежаващ собствено футболно игрище, което се е намирало в Добруджанския квартал. Екипът на играчите се състои от червени фланелки, червени гащета с бели кантове отстрани и червени чорапи .
Финалист в „Царската купа“ където на 14 октомври 1942 пред 10 000 души губи в Добрич от „АС-23“ (София) с 2:4 .
Прави много успешно международно турне в Унгария през 1936 година, когато треньор е унгарският учител по физическо възпитание Андор Белезнай. „Напредък“ играят 6 мача в градовете Печ, Мохач, Мишколц, Гьонгьош и Егер, като постигат завидния актив от 5 победи и 1 равенство. Турнето се помни дълго, тъй като по това време Унгария е световна футболна сила (световен вицешампион от 1938) .

## Успехи
Шампионат на България
- Бронзов медал (2): – 1931, 1933

Купа на България
- Финалист (1): 1941
  - 1/2 финалист – 1942

Градско първенство на Русе и Русенската спортна област (РСО)
- Шампион (9): 1924/25, 1926/27, 1931, 1932/33, 1933/34, 1934/35, 1938, 1939 и 1941

Букурещката купа
- Носител (1): 1932

Купа на Екс тимовете
- Носител (1)

## Известни футболисти
- Йордан Ангелов (Жижито)
- Ганчо Василев
- Любомир Василев
- Борис Йорданов (Паляндрата)
- Димитър Николаев (Шопа)
- Светослав Абаджиев (Юрата)
- Кирил Манев
- Георги Манев
- Марко Николов (Маро)
- Здравко Казаков
- Оник Харипян
- Стефан Калъчев

## Международните мачове
(1920-1944)
| Година | Номер | Град     | Страна | Отбор                  | Резултат |
| ------ | ----- | -------- | ------ | ---------------------- | -------- |
| 1920   | 1     | Темишоар |        | „Темишоар“ (Тимишоара) | 1:1      |
| 1924   | 2     | Русе     |        | „Изворул“ (Букурещ)    | 4:0      |
| 1926   | 3     | Русе     |        | „Ядрен“ (Белград)      | 6:2      |
| 1936   | 4     | Мохач    |        | „Мохач“ (сборен)       | 3:0      |
|        | 5     | Печ      |        | „Печ“                  | 5:2      |
|        | 6     | Гьобеш   |        | „Гьобеш“ (сборен)      | 5:0      |
|        | 7     | Егер     |        | „Егер“ (сборен)        | 2:1      |
|        | 8     | Мишколц  |        | „Мишколц“              | 2:2      |

.